# Vincenzo Grifo
Vincenzo Grifo (ur. 7 kwietnia 1993 w Pforzheim) – włoski piłkarz niemieckiego pochodzenia, występujący na pozycji pomocnika w niemieckim klubie SC Freiburg oraz w reprezentacji Włoch.
W swojej karierze grał także w takich zespołach jak Dynamo Drezno, FSV Frankfurt oraz Borussia Mönchengladbach. 